# Beijing
Beijing (cunoscut și sub forma Pekin; în chineză: 北京; romanizare pinyin: Běijīng; romanizare Wade-Giles: Pei-ching, Pinyin poștal: Peking) este capitala Republicii Populare Chineze și are peste 17 milioane de locuitori, fiind totodată una dintre cele mai poluate metropole.
Conform unei analize realizată de Global Demographic, ce a vizat nivelul de creștere a populației și densitatea locuitorilor, în 2016 Beijing a fost pe locul al nouălea în lume.
În același an, conform Forbes, numărul de miliardari din oraș era 51, Beijing fiind astfel pe locul al patrulea din lume la acest capitol, cel mai bogat om de afaceri fiind Wang Jianlin (28,7 miliarde dolari).
Beijing este situat în nord-estul Chinei; de altfel, numele său înseamnă "Capitala Nordului". Este al treilea municipiu din țară ca mărime, după Chongqing și Shanghai. În anul 2008 d.Hr., orașul a găzduit a XXVI-a ediție a Jocurilor Olimpice.

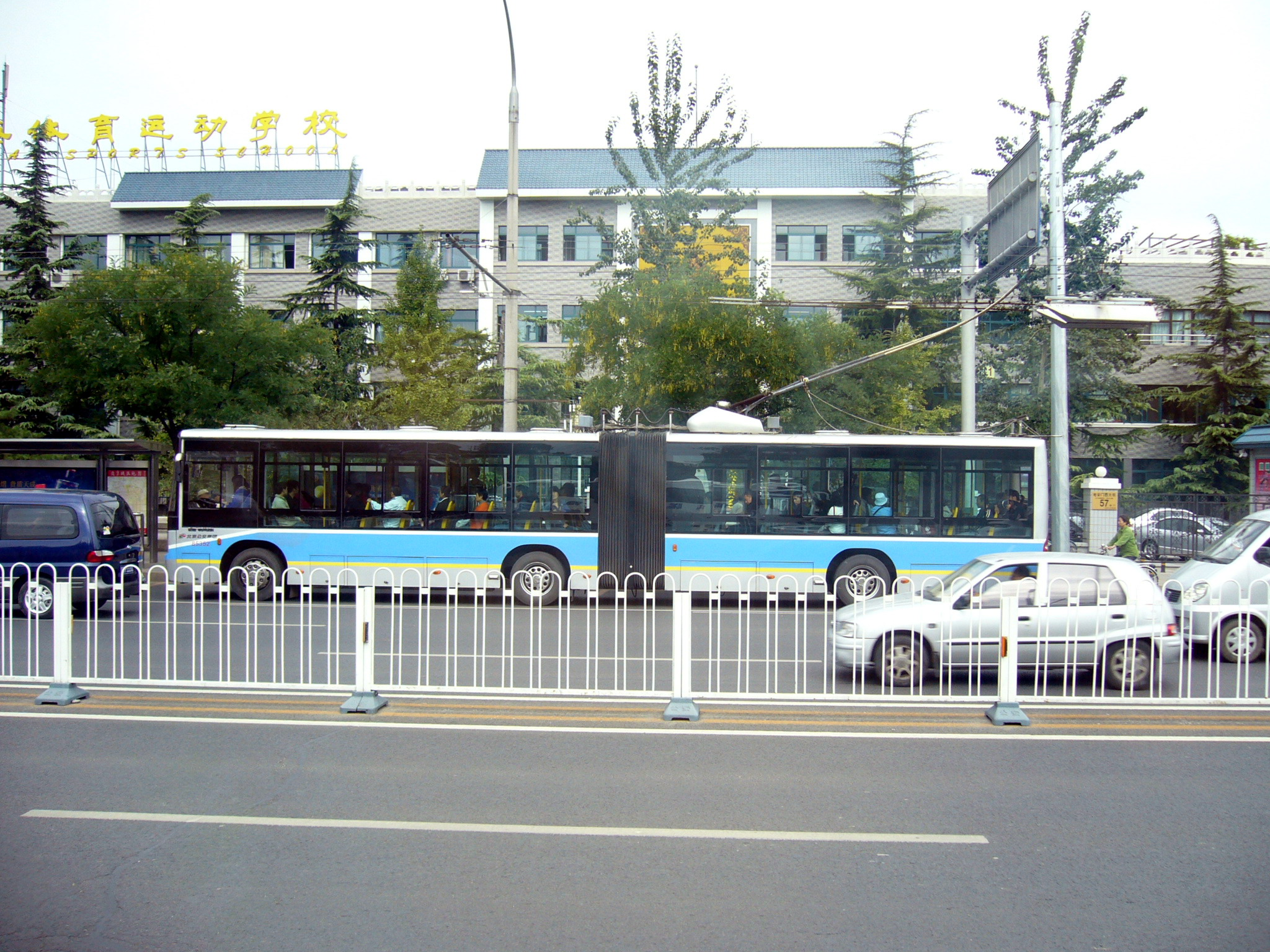
Troleibuz din rețeaua publică de transport

## Transport
Traficul în oraș este acceptabil, fiind fluidizat de cele șase cercuri rutiere concentrice, două dintre ele fiind autostrăzi suspendate. La ușurarea traficului mai contribuie și cele patru magistrale de metrou și de tramvai suspendat.

### Transportul public
În Beijing există un sistem de închiriere al bicicletelor, fiind unul din cele mai preferate și mai ieftine mijloace de transport.
Sistemul de transport în comun este alcătuit dintr-un parc auto format din autobuze și troleibuze cu articulație. Autobuzele și troleibuzele funcționează între orele 5 și 23 la intervale de 4 sau 5 minute între autobuze, însă în orele de vârf acestea sunt foarte aglomerate.
Cel mai comod și rapid mijloc de transport îl reprezintă metroul, însă și acesta în orele de vârf devine foarte aglomerat.
Metroul din Beijing este compus din 5 linii, având o lungime totală de 142 km și 93 de stații. Este considerat un sistem minimal, având în vedere densitatea populației din Beijing, dar se dorește extinderea lui la peste 560 km până în 2015.
Aeroportul Internațional Beijing este situat în partea de nord a orașului, la 25 km de acesta, fiind în același timp cel mai mare aeroport al țării. Pe acest aeroport operează peste 38 de linii aeriene internaționale și 21 de linii aeriene naționale, fiind totodată un nod aerian important în regiune.

## Monumente
- Catedrala Sfântul Iosif din Beijing

## Orașe înfrățite
- Tokyo, Japonia din 14 martie 1979
- New York, Statele Unite din 25 februarie 1980
- Belgrad, Serbia din 14 octombrie 1980
- Lima, Peru din 21 noiembrie 1983
- Washington DC, Statele Unite din 15 mai 1984
- București, România din 20 iunie 2005

## Personalități născute aici
- Împăratul Wanli (1572 - 1620);
- Împăratul Kangxi (1661 - 1722);
- Împăratul Yongzheng (1722 - 1735);
- Împăratul Qianlong (1735 - 1796/1799);
- Împăratul Jiaqing (1796 - 1820);
- Împăratul Daoguang (1820 - 1850);
- Împăratul Xianfeng (1850 - 1861);
- Împăratul Tongzhi (1861 - 1875);
- Împăratul Guangxu (1875 - 1908);
- Yu Jim-yuen (1905 - 1997), actor;
- Pu Yi (1908-1912, 1–12 iulie 1917, 1934-1945), împărat;
- King Hu (1932 - 1997), regizor;
- Wei Jingsheng (n. 1950), activist și dizident;
- Xi Jinping (2013 – prezent), președinte;
- Ai Weiwei (n. 1957), sculptor și activist;
- Jet Li (n. 1963), maestru de arte marțiale singaporez;
- Liu Cixin (n. 1963), scriitor;
- Faye Wong (n. 1969), cântăreață;
- Zhang Ziyi (n. 1979), actriță.

## Imagini

Beijing
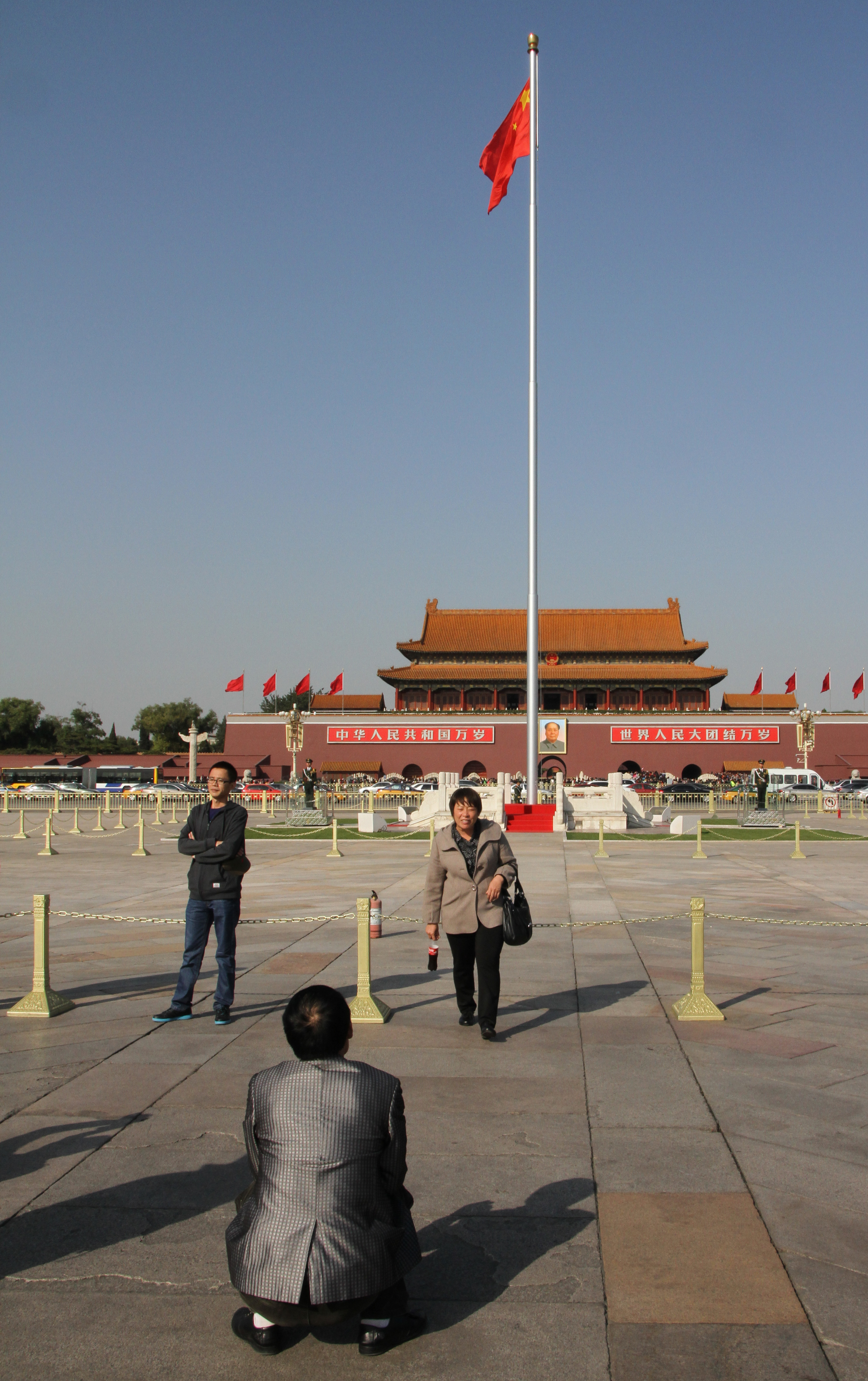
Tiananmen - Piață a Păcii Cerești
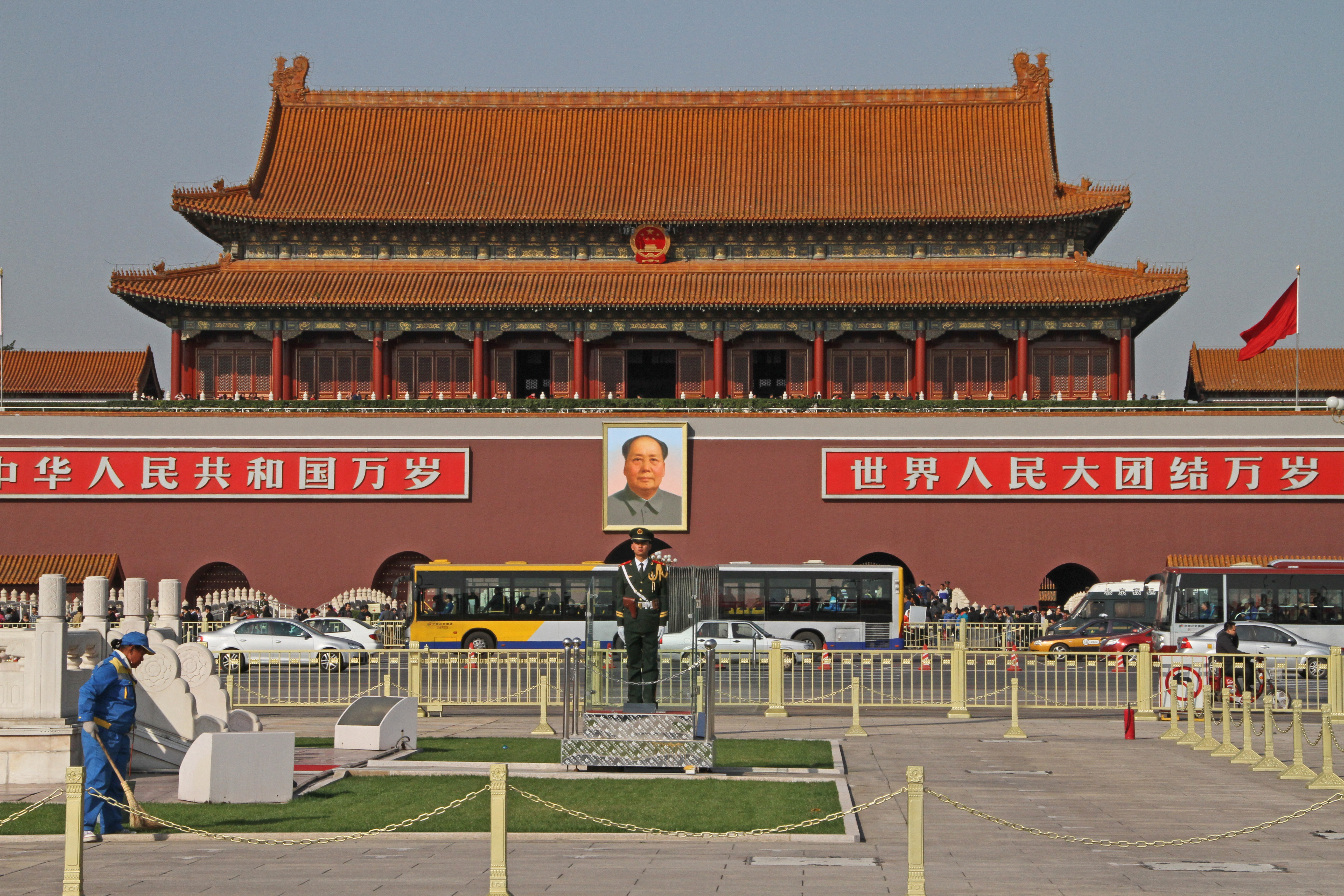
Orașul Interzis din Peking (privind înspre miazănoapte) - Tiananmen - Poartă a Păcii Cerești văzută dinspre Piața Tiananmen
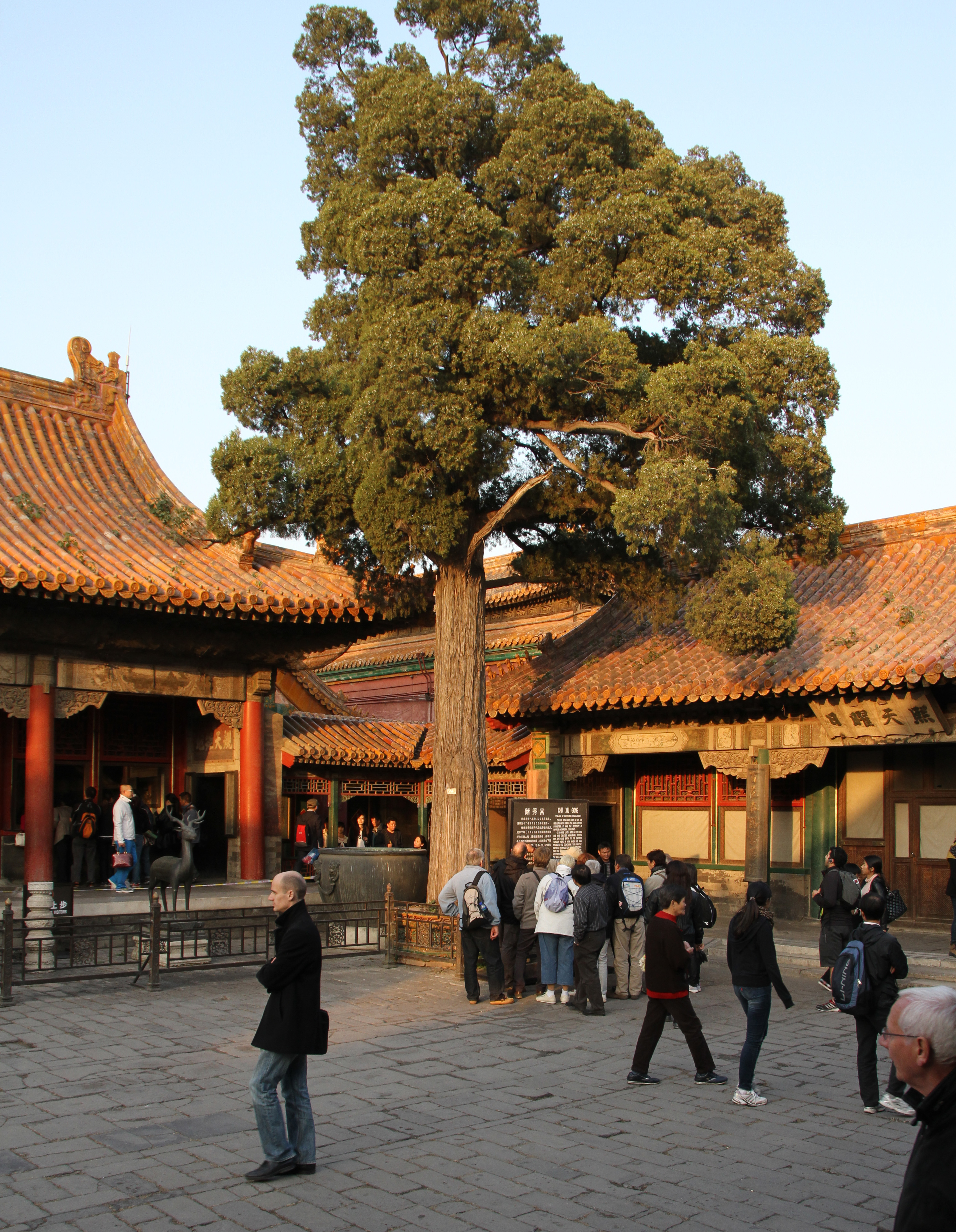
Grădina împărătească a Orașului Interzis din Peking
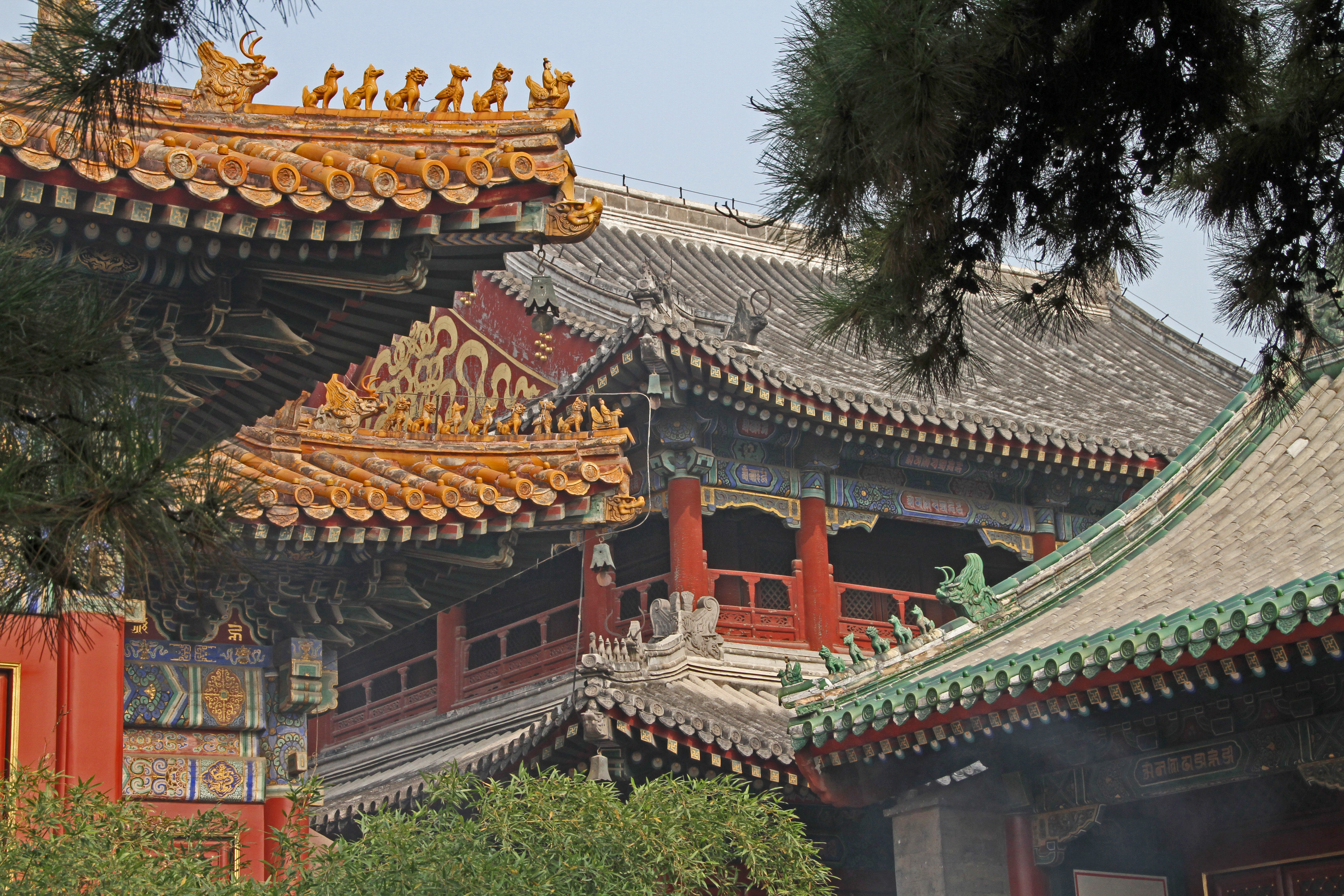
Mănăstirea "Yonghe Lama" de la Peking
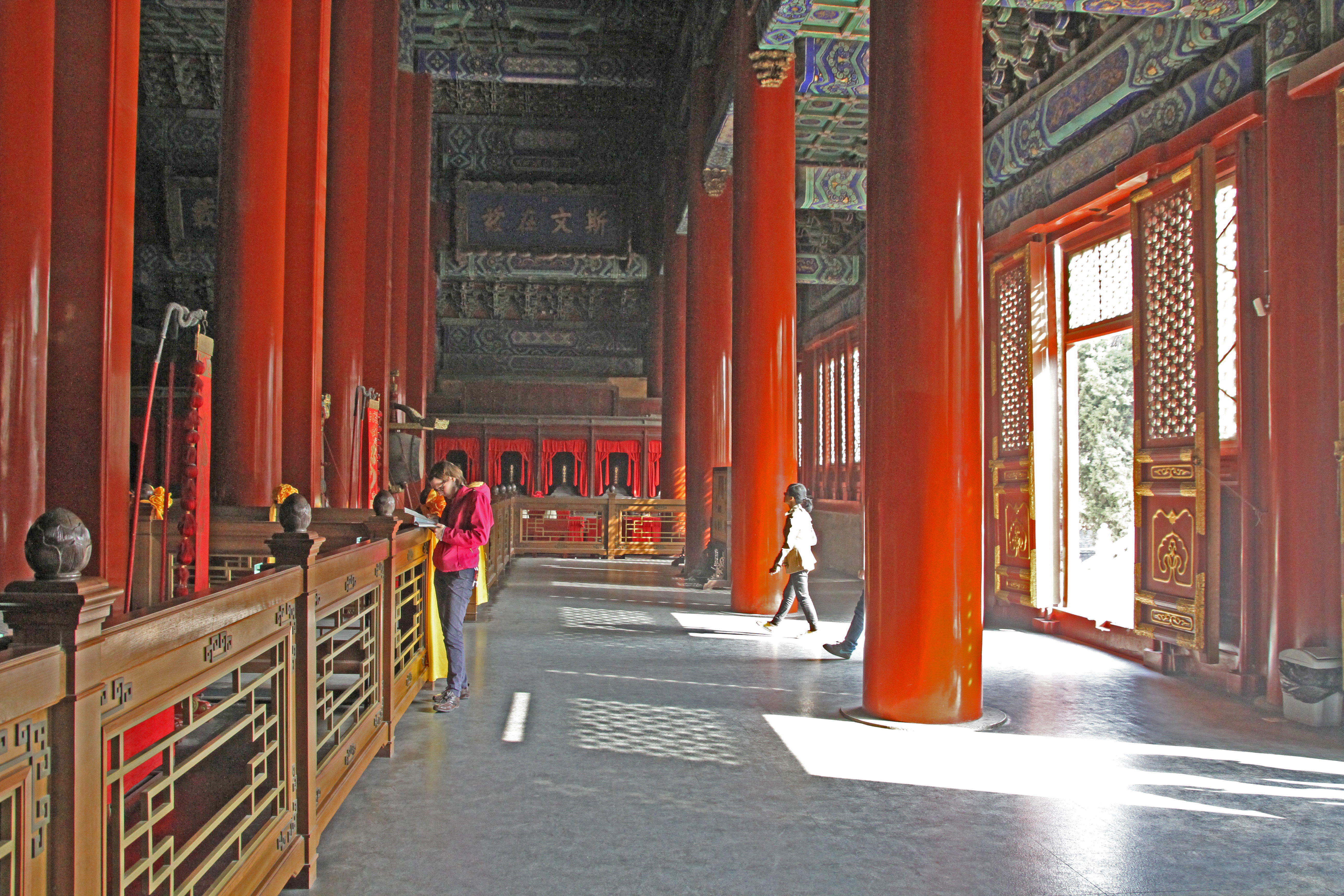
Templul confucianist "Kong Miao" de la Peking
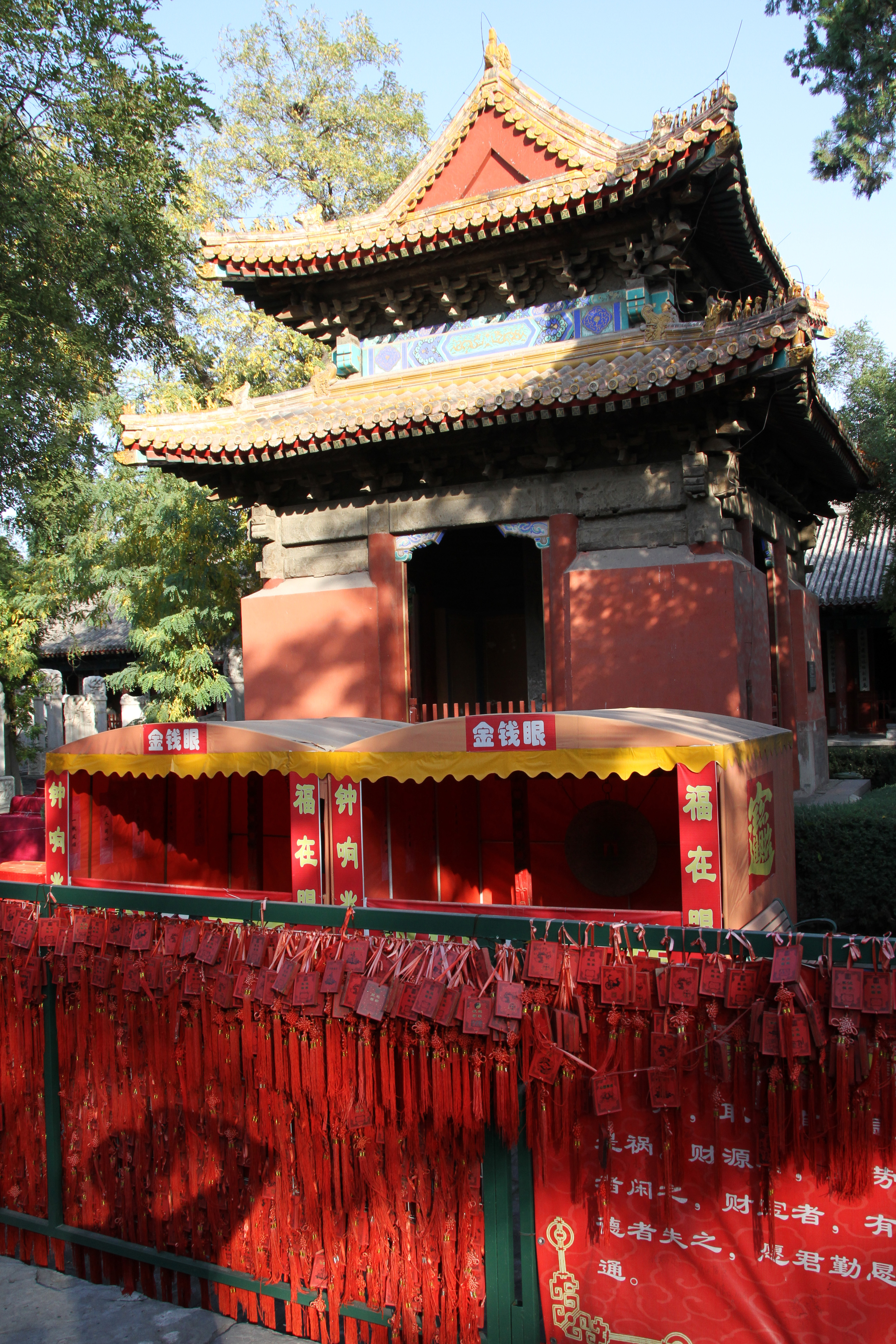
Templul "Dongyue Dao" de la Peking
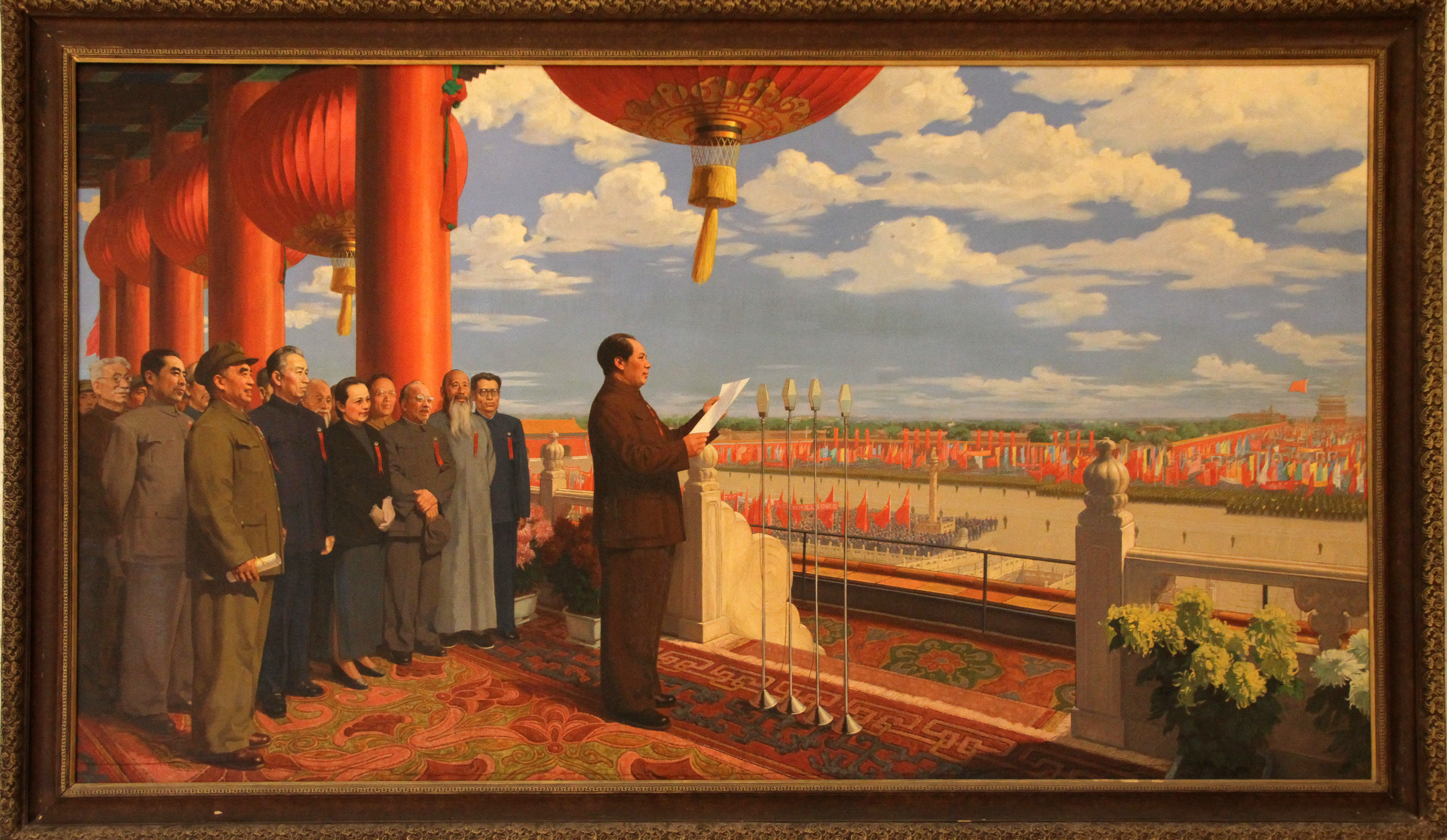
Tablou de la Muzeul Național al Chinei din Peking
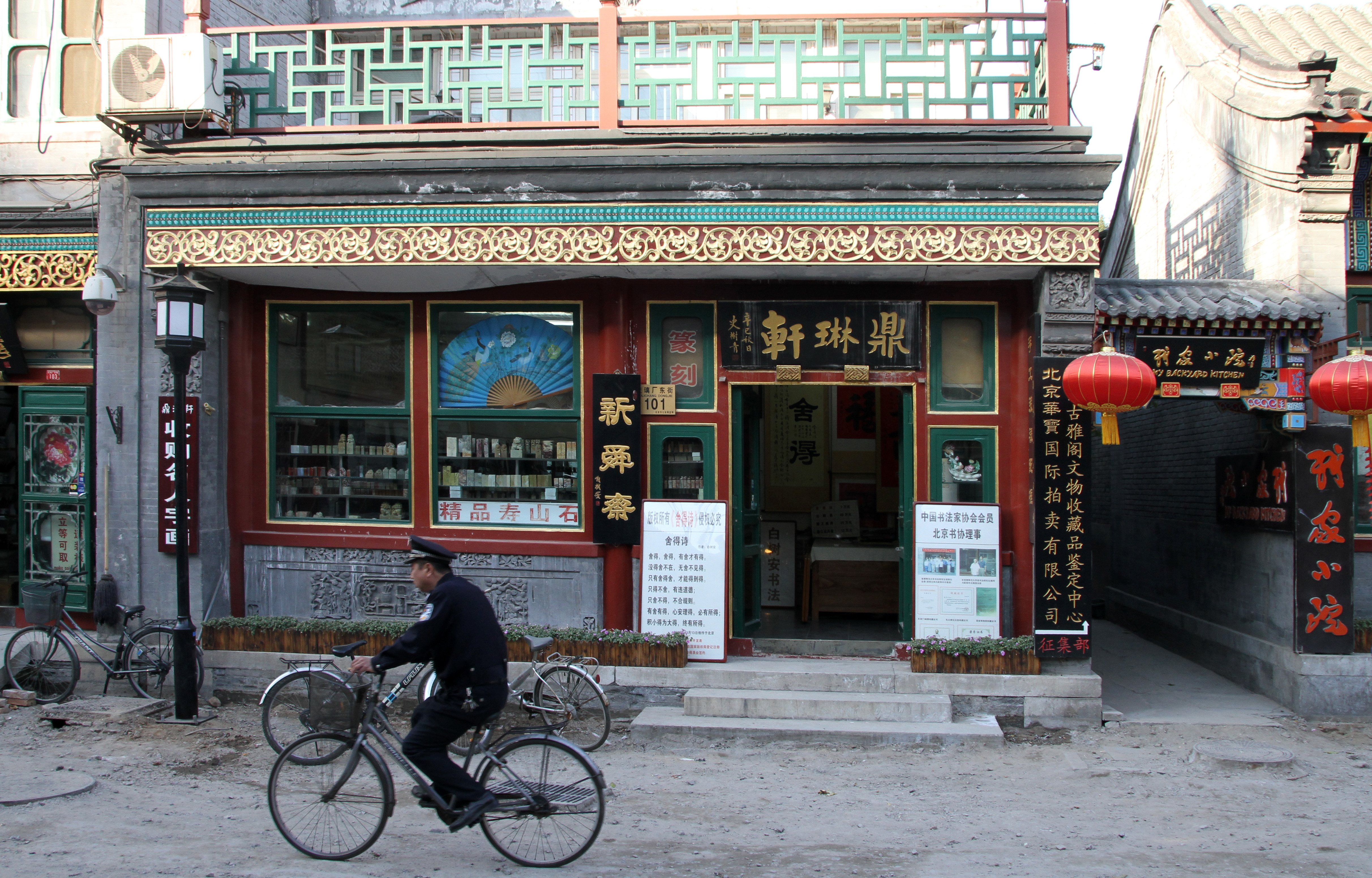
Cartierul Liuliciang din Peking